# Ectinorhynchus levis
Ectinorhynchus levis är en tvåvingeart som beskrevs av Mann 1933. Ectinorhynchus levis ingår i släktet Ectinorhynchus och familjen stilettflugor. Inga underarter finns listade i Catalogue of Life.